# Franz Xaver Neumann junior
Franz Xaver Neumann der Jüngere (* 23. Jänner 1862 in Wien; † 13. August 1905 in Innsbruck) war ein österreichischer Architekt. Er ist nicht mit dem Architekten Franz von Neumann dem Jüngeren zu verwechseln und auch nicht mit ihm verwandt.

## Leben

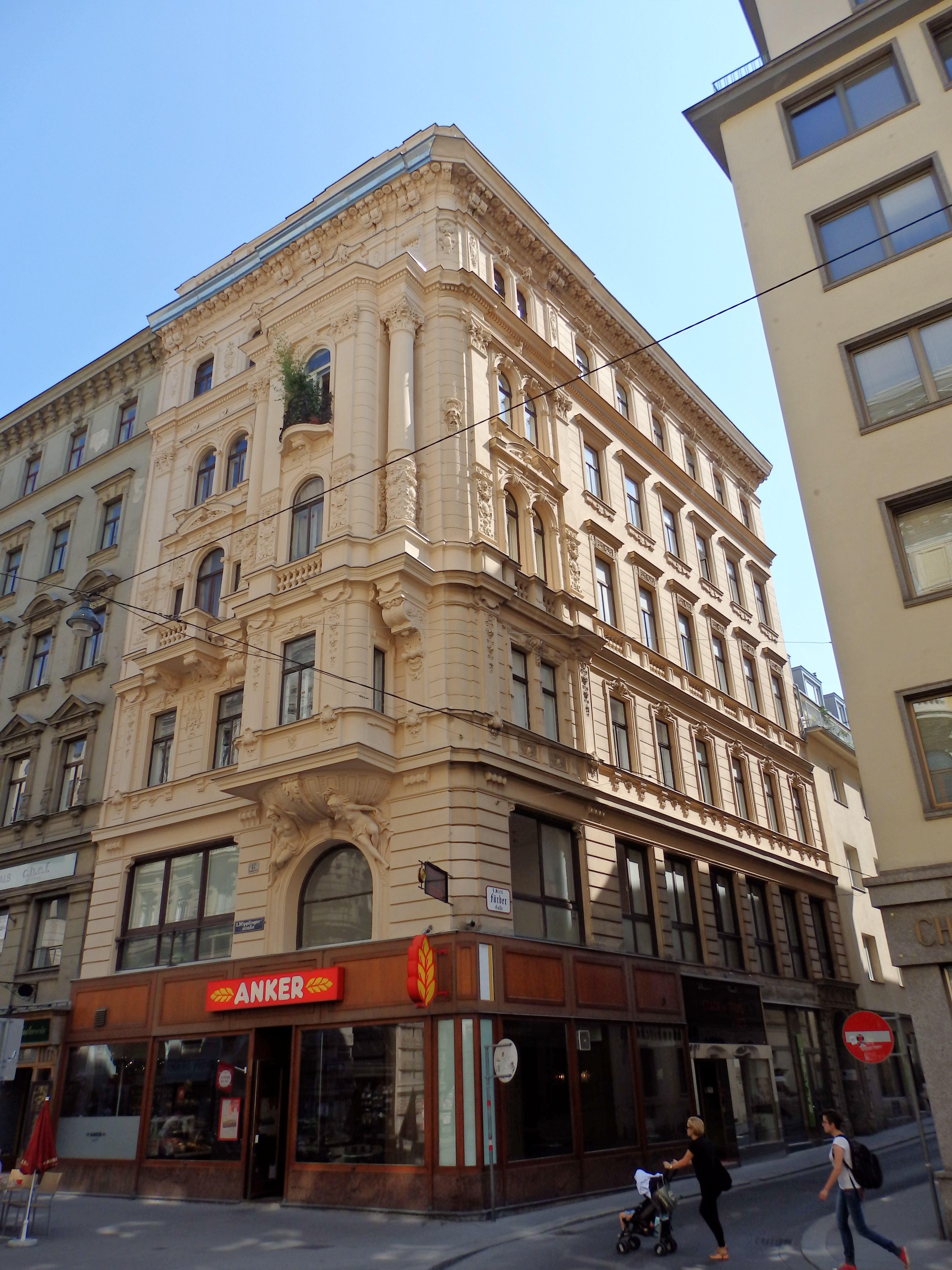
Färbergasse 10 (1895)

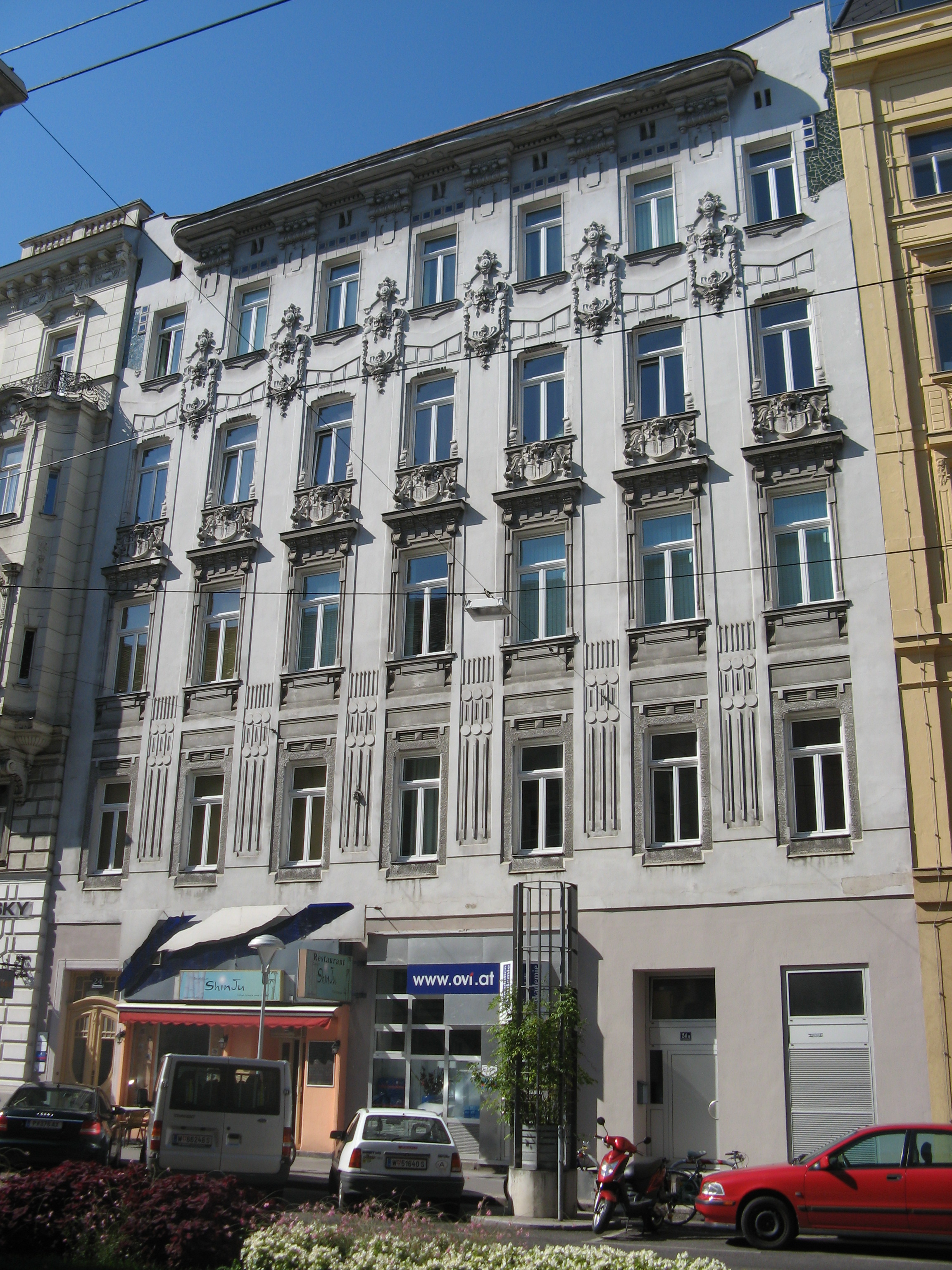
Favoritenstraße 24 (1902)

Franz Xaver Neumann war der Sohn des angesehenen Architekten Franz Xaver Neumann senior. Er absolvierte von 1878 bis 1882 die St. Anna-Schule, eine Vorgängerin der Staatsgewerbeschule, wo er eine technische Ausbildung erhielt. Danach studierte er von 1882 bis 1885 an der Akademie der bildenden Künste Wien bei Theophil von Hansen und Carl von Hasenauer. Nach erfolgtem Studium trat er in die Firma seines Vaters ein, die er nach dessen Tod auch übernahm. Der unverheiratete Neumann litt an Lungentuberkulose und starb bereits mit 44 Jahren in Innsbruck, wo er zur Erholung geweilt hatte.

## Werk
Neumann war Vertreter eines konservativen historistischen Stils, der neobarocke, seltener altdeutsche Formen bevorzugte. Im Sinne seiner Auftraggeber stattete er seine Gebäude (alles Wohn- und Geschäftshäuser) mit besonders üppigen, repräsentativen Fassadengestaltungen aus. Aufgrund der Namensgleichheit ist es meist nicht möglich, bestimmte Bauwerke ihm oder seinem Vater zuzuschreiben. Auch stilistisch arbeiteten beide gleich. Erst nach dem Tod des Vaters ist die Zuschreibung eindeutig. Um 1900 herum begann Neumann dann, auch secessionistische Formen zu verwenden.
- Miethaus, Neubaugasse 75, Wien 7 (1894)
- Miethaus, Neubaugasse 13, Wien 7 (um 1894)
- Miethaus, Neubaugasse 71, Wien 7 (1894)
- Miethaus, Wipplingerstraße 23 / Färbergasse, Wien 1 (1896)
- Miethaus, Lerchenfelder Straße 38, Wien 7 (1896)
- Miethaus, Margaretenstraße 5, Wien 4 (1897)
- Miethaus „Wiedner-Hof“, Schleifmühlgasse 1 / Wiedner Hauptstraße 22, Wien 4 (1899–1900), zus. mit Heinrich Wolf
- Miethaus, Schleifmühlgasse 1a, Wien 4 (1899)
- Miethaus, Ungargasse 10, Wien 3 (1901)
- Miethaus, Alser Straße 37, Wien 8 (1902)
- Miethaus, Lange Gasse 46, Wien 6 (um 1902)
- Miethaus, Favoritenstraße 28, Wien 4 (1902)
- Miethaus, Favoritenstraße 24, Wien 4 (1902)
- Miethaus, Schmalzhofgasse 1 / Otto-Bauer-Gasse 15, Wien 6 (1904)